# شهرستان فرانکلین (فلوریدا)
شهرستان فرانکلین، فلوریدا (به انگلیسی: Franklin County, Florida) یک سکونتگاه مسکونی در ایالات متحده آمریکا است که در فلوریدا واقع شده‌است.

## خصوصیات
شهرستان فرانکلین ۲٬۶۵۷٫۳۴ کیلومترمربع مساحت دارد.